# Each Time You Break My Heart
Each Time You Break My Heart ist ein Lied von Nick Kamen aus dem Jahr 1986. Madonna sorgte für den Backgroundgesang. Es war seine Debütsingle aus seinem Debütalbum Nick Kamen.

## Geschichte
Das Lied wurde geschrieben und produziert von Madonna und Stephen Bray für Madonnas Album True Blue. Madonna, die die Rechte an diesem Lied besitzt, nahm eine Demoversion auf, die es jedoch nicht auf das fertige Album schaffte. Erst über 20 Jahre später wurde diese Demoaufnahme im Internet veröffentlicht.
Nick Kamens Version, die im Vergleich zur ursprünglichen Fassung in Melodie und Struktur unverändert blieb, wurde im Herbst 1986 veröffentlicht. Das Lied wurde in Europa ein Erfolg und erreichte die Top Five in Irland, Italien, dem Vereinigten Königreich und der Schweiz.

## Charts
| ChartsChartplatzierungen     | Höchstplatzierung | Wochen |
| ---------------------------- | ----------------- | ------ |
| Deutschland (GfK)            | 8 (13 Wo.)        | 13     |
| Österreich (Ö3)              | 25 (4 Wo.)        | 4      |
| Schweiz (IFPI)               | 2 (10 Wo.)        | 10     |
| Vereinigtes Königreich (OCC) | 5 (12 Wo.)        | 12     |